# Atelier Iris 3: Grand Phantasm
Atelier Iris 3: Grand Phantasm, in Giappone Iris no atelier: Grand Phantasm (イリスのアトリエ グランファンタズム?, Irisu no Atorie: Guran Fantazumu) è un videogioco di ruolo sviluppato dalla software house giapponese Gust per PlayStation 2. Il videogioco è stato pubblicato in Giappone il 29 giugno 2006, il 29 maggio 2007 negli Stati Uniti ed il 27 luglio 2007 in Europa.

## Colonna sonora
Sigla di apertura
- schwarzweiß～霧の向こうにつながる世界～ (schwarzweiß ~Kiri no Mukou ni Tsunagaru Sekai~ / schwarzweiß ~Worlds Connected Beyond the Mist~) cantata da Haruka Shimotsuki+Revo

Sigla di chiusura
- Lorelei cantata da Noriko Mitose (Normal Ending)
- 大切なことば (Taisetsuna Kotoba / Precious Words) cantata da Yuuko Ishibashi (True Ending)